# Grigno
Grigno là một đô thị ở Trentino ở vùng Trentino-Alto Adige/Südtirol của Ý, tọa lạc cách 40 km về phía đông của Trento. Tại thời điểm ngày 31 tháng 12 năm 2004, đô thị này có dân số 2.350 người và diện tích là 46,4 km².
Đô thị Grigno có các frazioni (đơn vị trực thuộc, chủ yếu là các làng) Selva di Grigno, Puele, Maso Tollo, Palù, Serafini, Belvedere, Tezze, Martincelli, Pianello di sopra và Pianello di sotto.
Grigno giáp các đô thị: Castello Tesino, Cinte Tesino, Ospedaletto, Arsiè, Asiago, Cismon del Grappa và Enego.